# El Quisco
El Quisco är en kommun i Chile.   Den ligger i provinsen San Antonio Province och regionen Región de Valparaíso, i den södra delen av landet, 90 km väster om huvudstaden Santiago de Chile.
Runt El Quisco är det i huvudsak tätbebyggt. Runt El Quisco är det ganska tätbefolkat, med 108 invånare per kvadratkilometer.